# Bhisiana
Bhisiana là một thị trấn thống kê (census town) của quận Bathinda thuộc bang Punjab, Ấn Độ.

## Nhân khẩu
Theo điều tra dân số năm 2001 của Ấn Độ, Bhisiana có dân số 4775 người. Phái nam chiếm 59% tổng số dân và phái nữ chiếm 41%. Bhisiana có tỷ lệ 75% biết đọc biết viết, cao hơn tỷ lệ trung bình toàn quốc là 59,5%: tỷ lệ cho phái nam là 78%, và tỷ lệ cho phái nữ là 69%. Tại Bhisiana, 15% dân số nhỏ hơn 6 tuổi.